# Ceratobasidium anceps
Ceratobasidium anceps är en svampart som först beskrevs av Bres. & Syd., och fick sitt nu gällande namn av H.S. Jacks. 1949. Ceratobasidium anceps ingår i släktet Ceratobasidium och familjen Ceratobasidiaceae.  Arten är reproducerande i Sverige. Inga underarter finns listade i Catalogue of Life.